# Біблія Тіндейла
Біблія Тіндейла — переклад Біблії на англійську мову, який виконав Вільям Тіндейл. Вважається першим англійським перекладом єврейських і грецьких текстів. Переклад названий ім'ям Тіндейла, хоча він не встиг видати цю Біблію повністю. До моменту своєї смерті за допомогою кари Вільям Тиндейл закінчив переклад Нового Завіту і приблизно половини Старого.

## Історія
В 1522 Тіндейл нелегально придбав копію німецького перекладу Нового Завіту Мартіна Лютера, з чого і почався його переклад. Захопившись роботою Лютера, Вільям негайно вирішив перевести її на англійську. Він повідомив про свій намір лондонському єпископу Катберта Танстелу, однак той не підтримав це починання. Після відмови Танстела Тиндейл переїхав на континент і осів в Гамбурзі, де в 1524 році закінчив переклад Нового Завіту. Перше його видання побачило світ в 1526 році. У 1534 і 1536 роках вийшли відредаговані перекладачем видання, а після його смерті вони редагувалися і перевидавалися ще кілька разів.

## Реакція католицької церкви
Переклади Вільяма Тіндейла були засуджені як церквою, так і монархічною владою Англії, де опір реформаторського руху тривало довше. Перекладач був змушений покинути країну і оселитися на землі прихильників Реформації. Переклад 1526 року був заборонений в Англії, будь-яку копію його мали спалити.

## Значення
Значення виконаного Тіндейла перекладу велике. Його Біблія покладена в основу безлічі інших більш пізніх перекладів. На його основі створена Біблія Матвія, яка стала першим офіційно схваленим перекладом Біблії на англійську мову. Біблія Тіндейла також зіграла ключову роль в поширенні ідей Реформації в Англії.